# Klaus Köste
Klaus Köste (n. 27 februarie 1943, Frankfurt (Oder), Germania Nazistă – d. 14 decembrie 2012, Wurzen, Saxonia, Germania) a fost un politician german, medaliat olimpic. A participat la 3 ediții ale Jocurilor Olimpice (1964, 1968, 1972) în care a câștigat o medalie de aur și 3 medalii de bronz.